# Dongpo-varkensvlees

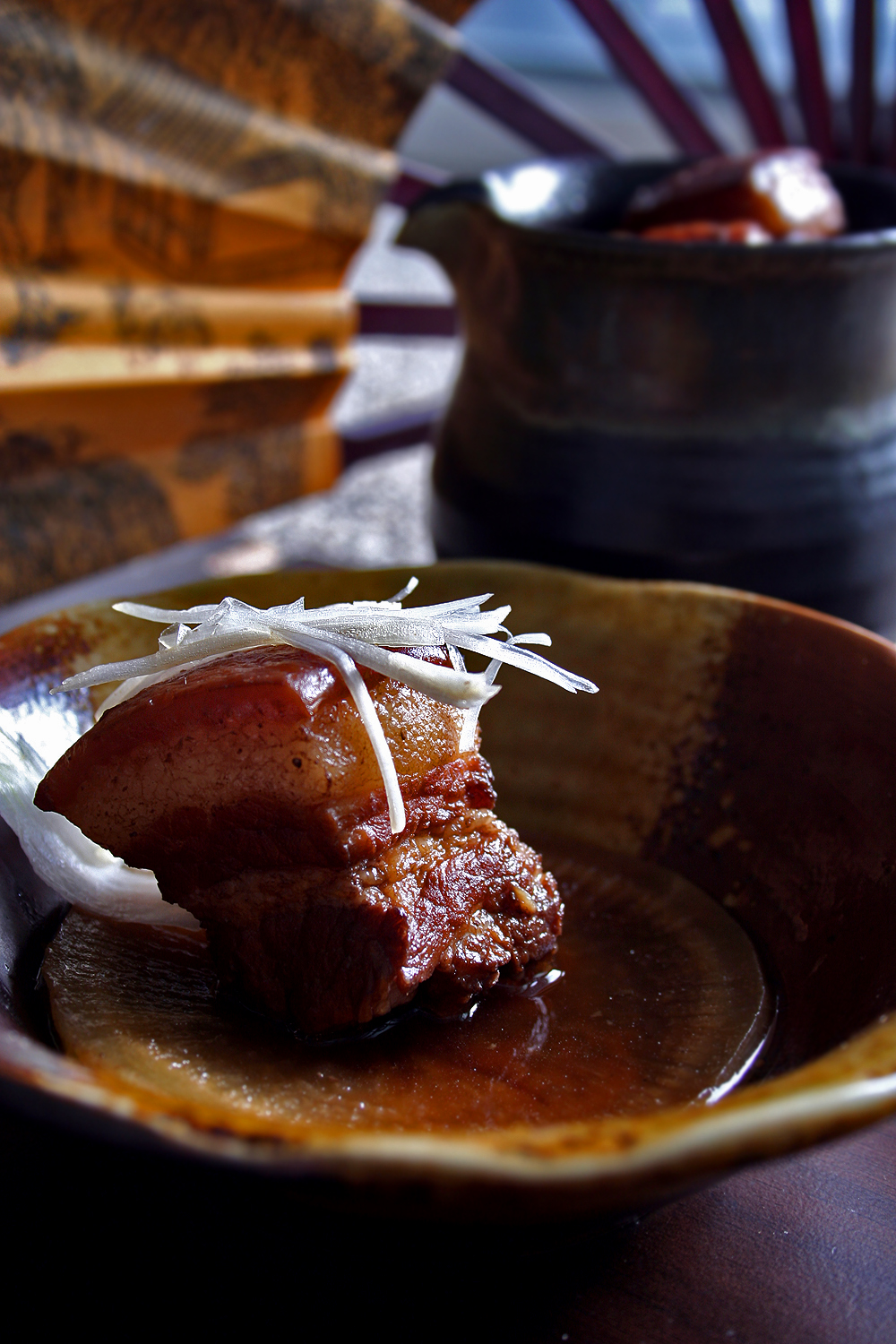
Dongpo varkensvlees

Dongpo-varkensvlees (東坡肉) is een Chinees gerecht dat oorspronkelijk uit Hangzhou afkomstig is. Het bestaat uit gesneden blokjes varkensbuik. Het gerecht is vernoemd naar de dichter Su Dongpo uit de Song-dynastie.